# Décès en mars 1973
Décès
- 1969
- 1970
- 1971
- 1972
- 1973
- 1974
- 1975
- 1976
- 1977

Pour une information complémentaire, voir la page d'aide.

| Date    | Nom              | Activités                    | Âge | Source |
| ------- | ---------------- | ---------------------------- | --- | ------ |
| 3 mars  | Constance Eirich | Géologue américaine.         | 84  |        |
| 29 mars | Ida Rosenthal    | Femme d'affaires américaine. | 87  |        |